# Charge stratifiée
 (octobre 2007).
Si vous disposez d'ouvrages ou d'articles de référence ou si vous connaissez des sites web de qualité traitant du thème abordé ici, merci de compléter l'article en donnant les références utiles à sa vérifiabilité et en les liant à la section « Notes et références ».
Un moteur à combustion fonctionne en mode charge stratifiée lorsque ce dernier n'utilise pas l'ensemble de la chambre de combustion pour la combustion du mélange mais utilise une technique d'injection qui permet de créer un mélange riche autour du point d'allumage de la bougie, puis d'allumer ce mélange.

## Technique d'injection
Le mode charge stratifiée est utilisé lorsque le moteur fonctionne à bas régime et faible charge. Grâce à l'injection directe d'essence, on injecte le carburant lors de la compression (alors qu'en mode homogène, c'est lors de l'admission). Comme le carburant n'est pas injecté en même temps que l'air, le mélange formé n'est pas homogène et il se concentre autour des électrodes de la bougie, isolé du reste de la paroi de la chambre de combustion par un mélange trop pauvre pour être enflammé et par des résidus de la combustion précédente.

## Avantages
Alors qu'habituellement une partie de l'énergie de combustion est perdue en chaleur dans la chemise du cylindre, le fait d'isoler la combustion de la paroi de la chambre permet de limiter ces pertes.
Aussi, en mode stratifié, le moteur fonctionne en excès d'air (papillon ouvert au maximum), ce qui diminue grandement les pertes par pompage.
L'effet final est une baisse de la consommation de carburant en mode stratifié de l'ordre de 15 %, accentué par le fait que, pour le même volume de chambre, le mélange est plus pauvre en carburant en charge stratifiée qu'en mode homogène.

## Inconvénients
Pour des raisons de pertes de puissance, le moteur ne peut pas fonctionner exclusivement en mode stratifié, car ce dernier est bien évidemment soumis à des changements de charge et de régime. Cela implique le passage du mode stratifié au mode homogène (ou le contraire) durant la marche du véhicule sans que le conducteur ne s'en rende compte, exigeant une maîtrise totale des différents paramètres de combustion.
Aussi, l'injection directe (obligatoire pour le mode stratifié) engendre une augmentation des rejets de certaines particules. Aujourd'hui le problème est contourné en utilisant un système de dépollution sophistiqué.

## Exemples
- Moteur HPI de Peugeot
- FSI Volkswagen
- TFSI Audi

## Sources
- http://www.psa-peugeot-citroen.com/document/presse_dossier/hpi_2000_05_251017847869.pdf
- http://www.histomobile.com/dvd_histomobile/fr/tech/111-1.asp